# Mitra colombelliformis
Mitra colombelliformis is een slakkensoort uit de familie van de Mitridae. De wetenschappelijke naam van de soort is voor het eerst geldig gepubliceerd in 1838 door Kiener.